# NGC 3271
NGC 3271 este o brightest cluster galaxy⁠(d) situată în constelația Mașina Pneumatică. A fost descoperită în 1 mai 1834 de către John Herschel. Se află la o distanță de 52,37 de megaparseci de Pământ.